# 瓜達盧佩天竺鯛
瓜達盧佩天竺鯛，為輻鰭魚綱鈎頭魚目天竺鯛科天竺鯛屬的其中一個種。

## 分布
本魚分布於東太平洋區，包括美國及墨西哥沿岸等海域。

## 深度
水深9至18公尺。

## 特徵
本魚體延長而側扁，眼大，口大略下位。體呈褐紫色，頭部、腹部為橙色，尾柄長，各鰭深色，尾鰭截形，體長可達13公分。

## 生態
本魚棲息於岩石的裂隙與洞穴，夜間出來覓食，屬肉食性，以浮游性甲殼類及小魚為食。繁殖期時，雄魚具有口孵習性，卵約7日化成仔魚，由雄魚吐出，具短暫的仔魚飄浮期。

## 經濟利用
不具經濟價值。